# Marble Rock, Iowa
Marble Rock là một thành phố thuộc quận Floyd, tiểu bang Iowa, Hoa Kỳ. Năm 2010, dân số của thành phố này là 307 người.

## Dân số
Dân số qua các năm:
- Năm 2000: 326 người.
- Năm 2010: 307 người.